# 卡斯特罗主义

卡米洛·西恩富戈斯、菲德尔·卡斯特罗和切·格瓦拉三人的画像

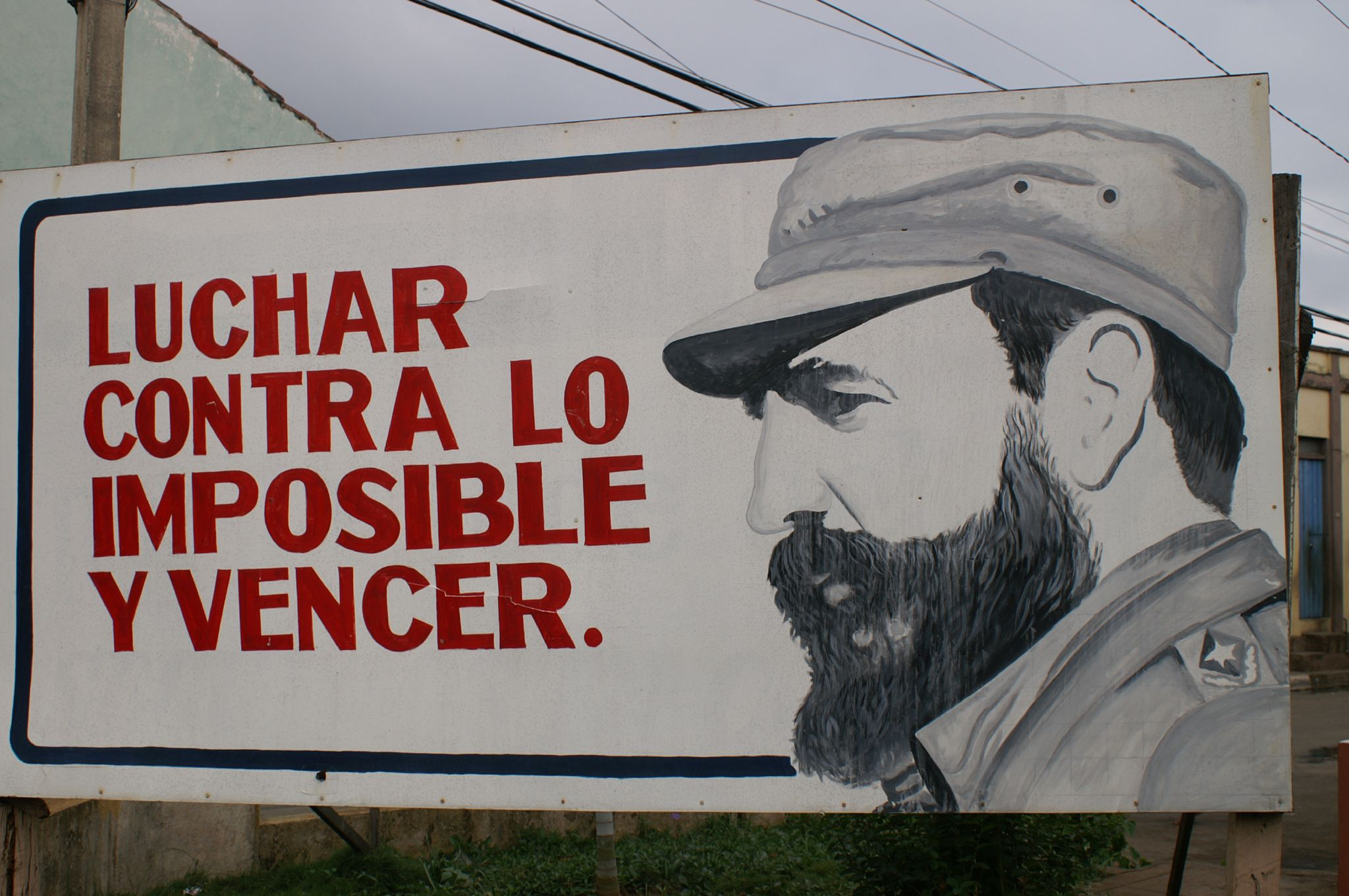
印有菲德尔·卡斯特罗画像的宣传板

卡斯特罗主义（西班牙語：Castrismo），又称菲德尔主义（Fidelismo；Fidelism），是共产主义的一个流派，即古巴革命领袖菲德尔·卡斯特罗提出的政治理论。卡斯特罗主义受到许多意识形态的影响，何塞·马蒂、马克思、恩格斯、列宁、切·格瓦拉等人的思想对其影响尤为深刻。卡斯特罗主义主要体现于古巴革命后古巴政府的实践和理论，为捍卫古巴民族独立，推动拉丁美洲团结、社会公正和人民民主作出了贡献。古巴共产党、古巴政府以及菲德尔·卡斯特罗本人从未正式使用“卡斯特罗主义”的提法。

## 主张
1. 民族独立。认为只有走社会主义道路才能维护民族独立。
2. 社会公正。政治上强调群众的参与，经济上实行公平分配，在社会方面反对种族歧视和性别歧视。
3. 国际主义。强调“先人类，后祖国”，认为各国的革命者在革命斗争中应互相支援。
4. 反对帝国主义和新自由主义。认为新自由主义是帝国主义的最后一种表现形式，反对新自由主义就是反对帝国主义。
5. 全球化。认为全球化是历史的规律和全世界生产力发展的结果，需要反对的是新自由主义导向的全球化，主张用社会主义全球化替代新自由主义全球化。
6. 塑造新人。认为为使社会主义生存和发展，需要培养具有社会主义觉悟的人，即“社会主义的人”或“新人”，这样的人为社会而生存，摈弃私有观念，不再为社会所异化。
7. 党的建设。认为党应集中体现古巴历史上一切革命者的理想、原则和力量。入党要经过严格的挑选，党必须同群众保持密切的联系。
8. 军队的建设。提倡“全民战争”，建立人数众多的民兵组织，对广大群众进行军事教育。
9. 全民免费教育。实行十二年义务教育，一切经费由国家负担。
10. 全民免费医疗。主张“让人人享有健康”，实行全民免费医疗，建立起以基层社区为重点的三级医疗卫生体系，推广家庭医生制。
11. 反和平演变。在社会主义制度等原则问题上绝不让步，对反社会主义宣传进行针锋相对的斗争，依靠群众打击反社会主义组织，放宽移民政策以减轻内部压力，远赴境外主动打击和分化流亡的古巴反社会主义分子[1][2]。